# Колотелініт

Колотелініт

Колотелініт (рос. коллотелинит, англ. collotelinite, нім. Kollotelinit m, Collotelinit m) — мацерал вітринітової групи, підгрупа теловітриніту, що має гомогенний, аморфний вигляд.

## Історія назви
Походження слова: colla (грецьке) — клей, tela (латинське) — тканина. Синоніми: ксиловітрен; вітриніт А; гомоколініт; псевдовітриніт; телоколініт; ульмініт (буре вугілля).
Термін введений в 1994 р. Міжнародним комітетом з петрології вугілля і органічної речовини (МКПВОР) для позначення гомогенізованих шарів вітриніту, які можуть мати структуру, що слабо визначається.

## Ідентифікація
Клітинна структура може розпізнаватися або виділятися за допомогою методів травлення. У низьковуглефікованому вугіллі колотелініт може мати тонкозернисту або залишкову клітинну структуру. Травлення посилює деталі кліткової структури; в цьому випадку видимі стінки кліток називають криптотелінітом.
Відбивна здатність К. широко використовується як показник ступеня вуглефікації вугілля, а також органічної речовини в осадових породах. У геології дані про ступінь вуглефікації вугілля, отримані на основі вимірювання відбивної здатності К., складають основу для оцінки палеотемператур, кількості еродованої покривної породи і часу деформації при розгляді процесів вуглефікації.

## Склад і властивості
Колотелініт відрізняється від колодетриніту своєї гомогенністю.
Відбивна здатність К. широко використовується для визначення ступеня вуглефікації вугілля і органічної речовини у відкладах. Звичайно відбивна здатність колотелініту вище, ніж колодетриніту на 0,05-0,10 %.
К. флуоресціює в широкому діапазоні вуглефікації вугілля (від бітумінозного з високим вмістом летких до напівантрацитів). Інтенсивність флуоресценції вітринітових мацералів має місце приблизно при мінімум 0,5 % Rr і досягає максимуму при відбивній здатності вітриніту 1,0-1,1 % Rr в залежності від довжини хвилі збудження і вимірювання. При подальшому збільшенні вуглефікації інтенсивність флуоресценції знижується. Флюоресценцію вітриніту пояснюють результатом утворення у вугіллі нафтоподібних речовин. Стислі і сітчасті ароматичні структури у вітриніті вважаються нефлуоресціюючими.
Елементний склад і вміст ароматичних сполук залежить від стадії вуглефікації. Підвищена ароматичність приводить до підвищення відбивної здатності.
Алкілнафталіни і алкілфеноли є домінуючими ароматичними сполуками.
К. є похідним паренхімних і деревних волокон коріння, стебел і листя, що складаються з целюлози і лігніну, і походить як від трав'яних, так і деревовидних рослин. Геохімічна геліфікація (вітринітизація) привела до зникнення первинних структур. Попередником К. у вугіллі низької стадії вуглефікації є ульмініт. На більш високих рівнях вуглефікації К. також утворюється з телініту і його вітринітового клітинного заповнення.

## Поширення
Відклади К. найбільші в яскравих літотипах вітрену і в меншій мірі в кларені. У осадових породах К. є основним вітринітовим мацералом. К. часто зустрічається у вугільних сланцях, є частиною керогену типу III.

## Технологічні характеристики
К., як представник вітринітової групи, утворює основний реактивний мацерал в технологічних процесах типу коксування і зрідження. Разом з тим, реакційна здатність вітриніту при коксуванні обмежується вузьким діапазоном відбивної здатності від 0,8-1,6 % Rr і рідко до 2,0 % Rr. При зрідженні оптимальні швидкості конверсії в рідину і газоподібні продукти отримують з вугілля середньої стадії вуглефікації з високим вмістом летких. Експериментально показано, що температури запалення при газифікації і швидкість вигоряння при спаленні вугілля безпосередньо пов'язані з рівнем відбивної здатності мацерала К.